# Agenor Muniz
Agenor de Oliveira Muniz (* 24. Juni 1949 in Sapucaia (RJ)) ist ein ehemaliger brasilianisch-australischer Fußballspieler. Ursprünglich spielte er in Rio de Janeiro beim CR Vasco da Gama. 1971 wechselte er nach Australien zum Hakoah Club in Sydney, mit dem er in der Folgezeit zwei Meistertitel gewinnen sollte. Zudem spielte er für Adelaide City – er wurde mit dem Verein Pokalsieger – und Pan-Hellenic. 1975 wurde er naturalisiert und spielte danach bis 1979 zwanzig Mal für Australien.

## Leben
1966 trat Agenor Muniz – als eines von elf Geschwistern in Sapucaia im Hinterland des Bundesstaates Rio de Janeiro an der Grenze zu Minas Gerais geboren – als Siebzehnjähriger in die Jugend des Spitzenvereines CR Vasco da Gama ein. Schon ein Jahr später wurde er bei den Professionals aufgenommen. In den kommenden Jahren schaffte er es nicht, Teil der Stammbesetzung zu werden. Auch am historischen Tag im Maracanã am 19. November 1969, als der FC Santos bei Vasco mit 2:1 gewann und der legendäre Pelé vor 165.000 Zusehern sein tausendstes Tor erzielte bewehrte er nur die Bank.
Ein Filmausschnitt veranlasste den Hakoah Club in der australischen Metropole Sydney, der eine weiland als Eastern Suburbs bekannte Mannschaft in die Fußballwettbewerbe des Staates Neusüdwales entsandte, den Mittelfeldspieler Agenor Muniz neben vier weiteren Brasilianern wie Luis de Melo und Flügelstürmer Hilton Silva zum Spieljahr 1971 zu verpflichten. Präsident des Vereins war in jener Zeit der spätere Einkaufszentrums-Milliardär (→ Westfield) und begründender Verbandschef der Football Federation Australia Frank Lowy. Noch 1971 wurde der in Bondi am Meer beheimatete, auf das Jahr 1939 zurückgehende Verein der jüdischen Einwanderer Premier von Neusüdwales, d. h. der Verein gewann den Ligateil der Meisterschaft, konnte sich aber in den Play-Offs, in denen die bestplatzierten Vereine den letztendlichen Meister ausspielten, nicht durchsetzen. Zudem gewann Hakoah den Staatspokal durch einen 3:2-Sieg gegen den Verein der kroatischen Einwanderer aus dem Süden der Stadt, dem späteren Sydney United.
Von 1973 bis 1974 spielte Muniz beim Verein der Griechen, Pan-Hellenic, der sich in späteren Jahren in Sydney Olympic FC umbenannte. Dort gab es in jenem Jahr wenig zu gewinnen. Im Gegenteil, eine 1:7-Niederlage im heimischen Wentworth Park, der ansonsten als Wettkampfstätte für Hunderennen diente, gegen den St. George-Budapest Club – mit Weltmeisterschaftsteilnehmern von 1974 wie Attila Abonyi und dem deutschstämmigen Milchmann Manfred Schaefer eine der Spitzenmannschaften jener Ära – sorgte für Aufsehen. Am Ende der Saison 1973 belegte Pan-Hellenic einen enttäuschenden neunten Platz in der zwölfvereinigen Staatsliga.
Bei einem Aufenthalt in Brasilien wollte Agenor Muniz sich eigentlich wieder dort niederlassen, wobei er allerdings ein Jahr Zwangspause als Fußballer hätte einlegen müssen, da in jener Zeit Brasilianer die im Ausland spielten erst nach vier Jahren wieder für einen brasilianischen Verein auflaufen durften. Der australische Fußballverband auf der anderen Seite legte ihm nahe, sich um die australische Staatsbürgerschaft zu bewerben – auf die er nach zweijähriger Niederlassung Anrecht hatte – und für die Nationalmannschaft anzutreten.
Agenor Muniz ließ sich naturalisieren und debütierte für die australische Fußballnationalmannschaft am 6. August 1975 bei einem 1:0-Sieg in einem freundschaftlichen Fußball-Länderkampf in Melbourne gegen Rot-China. Am 16. Februar 1977 erzielte er bei einem 1:1 in Sydney gegen Israel seinen einzigen Treffer für die sogenannten Socceroos. Bei den Spielen zur verfehlten Qualifikation für die Fußballweltmeisterschaft 1978 kam er allerdings nur in der ersten Partie, einem 3:1-Sieg gegen Neuseeland in Sydney Ende März 1977, zum Einsatz. Am 13. Juni 1979 kam er in der 60. Minute als Substitut bei einer 0:1-Niederlage im ersten Spiel unter dem neuen Nationaltrainer Rudi Gutendorf in einen Freundschaftsspiel in Auckland wiederum gegen Neuseeland zu seinem letzten von 20 offiziellen Länderspielen, bei denen er ein Tor erzielte. In den Farben Australiens, Grün und Gold, trat er in insgesamt noch 18 weiteren inoffiziellen Partien, beispielsweise gegen diverse Vereinsmannschaften wie Benfica Lissabon, Roter Stern und Partizan Belgrad an. Auf einer Europatournee unterlag er dabei mit Australien im November 1976 dem Hamburger SV mit 1:2 und spielte 1:1 unentschieden gegen den weilandigen Zweitligisten KSV Baunatal.
Auf Vereinsebene war Muniz ab März 1974, nach Streitereien um die Ablösesumme, wieder in Dienste des Hakoah Clubs und gewann mit dem „Schlafenden Riesen des Sydneyer Fußballs“ noch im selben Jahr an der Seite von Ray Baartz und Jimmy Mackay die Premiership von Neusüdwales, in den Play-offs reichte es aber erneut nicht zum Staatsmeistertitel. Auch in den kommenden Spielzeiten belegte Hakoah Plätze in der oberen Tabellenregion. 1976 gewann er mit Hakoah den New South Wales State League Cup durch einen Finalsieg über Croatia.
Im April 1977 bestritt Muniz mit Sydney City die ersten fünf Partien bei der Erstausspielung der National Soccer League, die nach einem Sponsor Philips Soccer League benannt war, und erzielte dabei zwei Treffer. Nach einem Zerwürfnis mit Trainer Gerry Chaldi schloss er sich im Mai 1977 dem Adelaide City FC, dem bis dahin Juventus genannten Verein italienischer Einwanderer, an, bei dem er am siebten Spieltag mit einem Tor seinen Einstand gab. Sydney City war am Saisonende erster Meister Australiens, Adelaide City Vierter. Muniz gewann 1979 mit Adelaide an der Seite des torgefährlichen schottischen Nationalspielers John „Dixie“ Deans, dem „Peter Pan of Soccer“, durch einen 3:2-Finalsieg über St. George den Pokal von Australien. 1980 wurde er bei der Wahl zu Australiens Fußballer des Jahres zweiter hinter dem schottischen Brisbane-Lions-SC-Verteidiger Jim Hermiston, einem Polizisten aus Queensland, der vormals mit dem Aberdeen FC den schottischen Pokal gewann.
Ab Februar 1981 spielte er wieder für Hakoah und gewann mit dem Verein, der sich nun Sydney City nannte und sich gerne mit dem Spitznamen „Slickers“ titulieren ließ, noch im selben Jahr zum zweiten Mal die Australische Meisterschaft. Danach spielte er noch einige Zeit in den Niederungen des neusüdwalisischen Staatsfußballs. 1983 wurde er dabei als Spieler von Avala SC als mit der Rothmans Medal als Fußballer des Jahres von Neusüdwales ausgezeichnet. Über die Jahre hinweg trainierte er noch hie und da im unterklassigen Bereich.
Er blieb ein Faktotum der brasilianischen Gemeinschaft von Sydney und war Mitbegründer der allsonntäglichen Freizeitspielrunde der Canarinhos, der „Kanariengelben“ die ursprünglich ab 1972 im Moore Park, und seit 1989 im Centennial Park stattfindet. Deren Stammplatz dort am Dickens Drive ist dieser Tage auch in offiziellen Karten als das „Brazilian Field“ eingetragen. Zu Ehren des televisionären Rundlederfußball-Gurus von Australien hielten die Canarinhos 2011 zum zweiten Mal den „Les Murray Cup“ für Freizeitmannschaften ab. Die Presse zitiert ihn immer noch gerne, wenn er beispielsweise die Bestellung des Weltmeistertrainers Felipe Scolari zum australischen Nationaltrainer einfordert.
Im Jahr 2013 war er Trainer bei Dulwich Hill.

## Stationen
- 1968 bis 1971: CR Vasco da Gama
- 1971 bis 1973: Hakoah Sydney
- 1973 bis 1974: Pan Hellenic Soccer Club
- 1974 bis 1977: Hakoah Sydney
- 1977: Sydney City FC
- 1977 bis 1981: Adelaide City FC
- 1981: Hakoah Sydney